# Бурякове (Богодухівський район)
Буряко́ве — село в Україні, у Валківській міській громаді Богодухівського району Харківської області. Населення становить 10 осіб. До 2020 орган місцевого самоврядування— Заміська сільська рада.

## Географія
Село Бурякове знаходиться на лівому березі річки Орчик у Буряківського водосховища (~ 57 га).
На відстані 1 км знаходяться села Яхременки і Косенкове.

## Історія
12 червня 2020 року, розпорядженням Кабінету Міністрів України № 725-р «Про визначення адміністративних центрів та затвердження територій територіальних громад Харківської області», увійшло до складу Валківської міської громади.
19 липня 2020 року, в результаті адміністративно-територіальної реформи та ліквідації Валківського району, селище увійшло до складу Богодухівського району.